# Ivan Golunov
Iván Valentínovich Golunov (en ruso: Ива́н Валенти́нович Голуно́в; nacido el 19 de enero de 1983 en Moscú) es un periodista de investigación ruso especializado en casos de corrupción que trabaja actualmente para el digital Meduza, creado en 2014 y con sede en Riga (Letonia). Antes había trabajado en Nóvaya Gazeta, donde se formó, y en otras publicaciones liberales como Védomosti, Forbes en ruso y RBK, y para el canal independiente de televisión Dozhd (TVRain). Se hizo famoso en junio de 2019 cuando la policía de Moscú lo detuvo y lo acusó de delitos relacionados con las drogas y cinco días más tarde fue liberado cuando se produjo una protesta pública generalizada y sin precedentes.

## Arresto

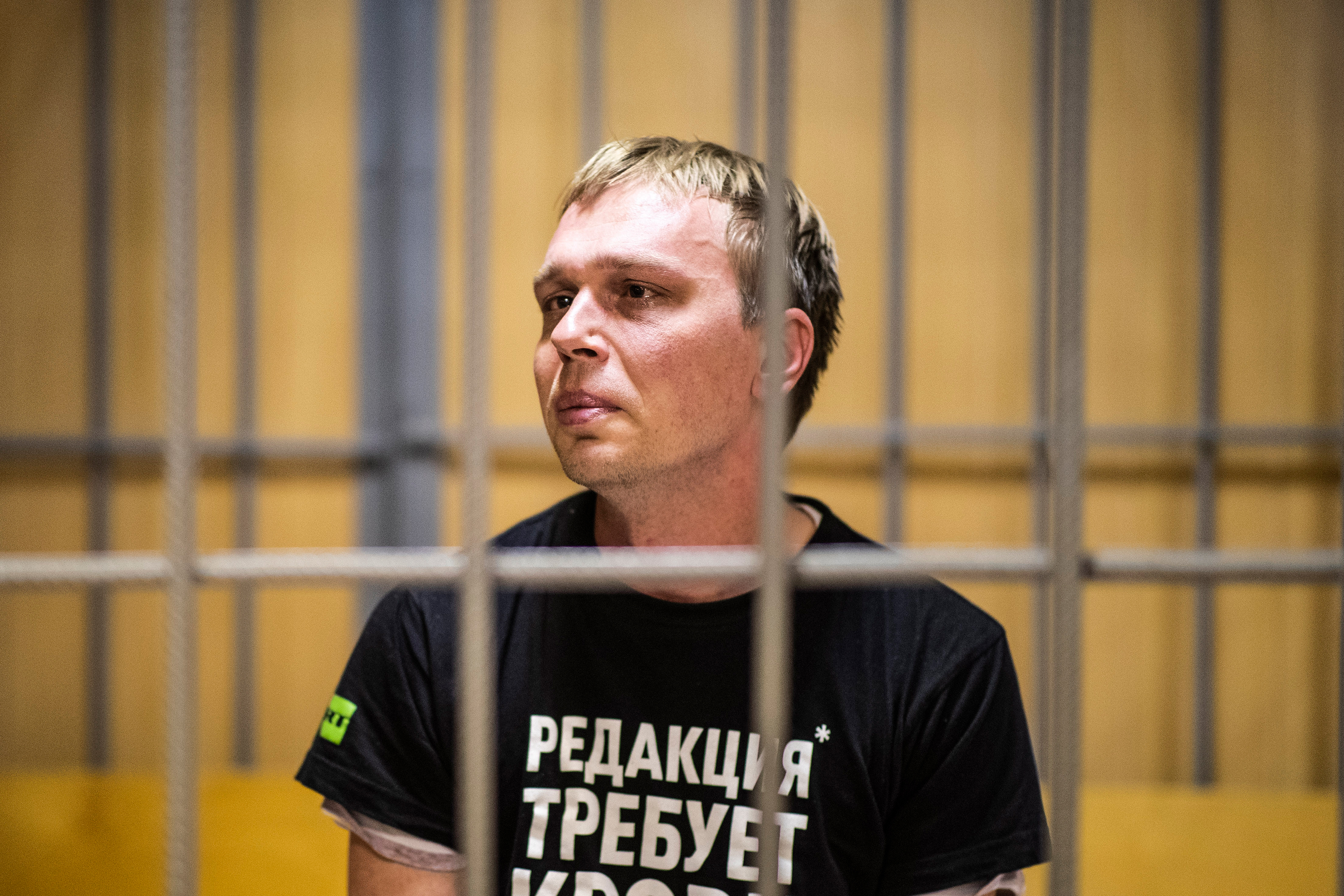
Iván Golunov después de su arresto, en el juzgado de distrito Nikúlinski de Moscú.

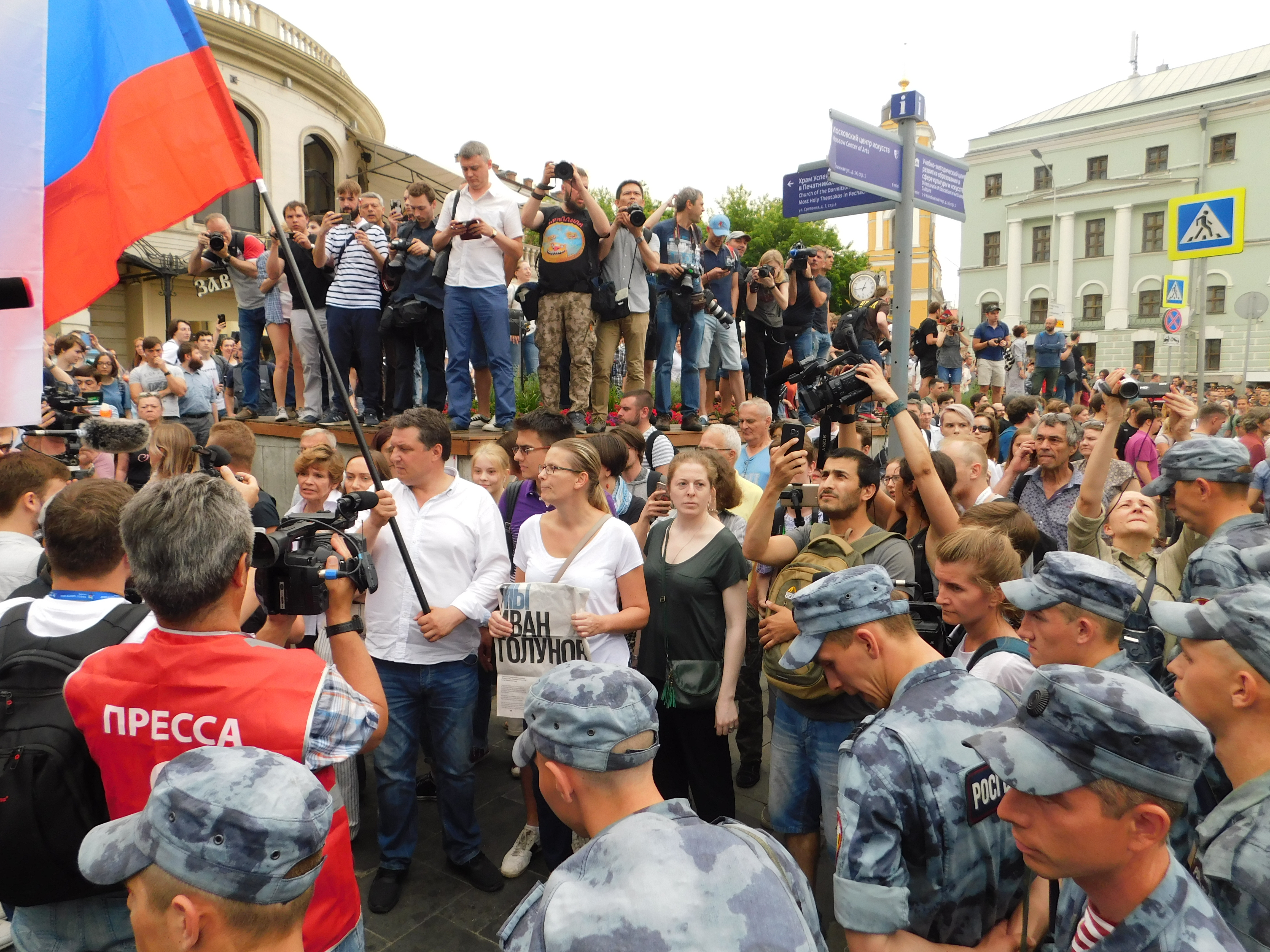
Manifestación en apoyo de Iván Golunov. Moscú, 12 de junio de 2019

El 6 de junio de 2019, Golunov fue detenido por la policía cuando se dirigía a una cita en el centro de Moscú. Los agentes que lo arrestaron aseguraron que habían encontrado cocaína y una droga sintética en su mochila y en su piso, por lo que lo acusaron de "tráfico de drogas", delito penado en Rusia con 20 años de cárcel. Inmediatamente crecieron las sospechas de que era un montaje de la policía y se extendieron las protestas por su detención, a las que sumaron destacadas figuras públicas, como el actor Konstantín Jabenski o el humorista Aleksandr Nezlobin. El veterano periodista ruso Vladímir Pózner afirmó: «El arresto de Golunov es un escupitajo en la cara a todos los periodistas de Rusia».
En una acción si precedentes en la prensa rusa, los tres periódicos de negocios más importantes de Rusia, Védomosti, Kommersant y RBK, el 10 de junio, publicaron en sus portadas una declaración conjunta con un mismo diseño y un mismo logo «YO/NOSOTROS (somos) IVÁN GOLUNOV» donde expresaban sus dudas acerca la legalidad de la detención de Iván Golunov, así como sus sospechas de que el arresto estaba motivado por las investigaciones sobre corrupción que estaba llevando a cabo el periodista.
Finalmente el 11 de junio, el ministro del Interior anunció que Golunov iba a ser puesto en libertad «por falta de pruebas». Tras su salida de prisión Golunov declaró: «La compensación moral para mí será que esto no le vuelva a pasar a nadie más». Al día siguiente, 12 de junio, se celebró en Moscú la manifestación que había sido convocada para pedir la libertad de Golunov y que se convirtió en una protesta por lo sucedido. Las autoridades la declararon ilegal y la policía cargó con contundencia. Fueron detenidas cerca de 550 personas.
Cuando Golunov fue liberado, Serguéi Murashov escribió en la revista Snob: «No, querido ministro, esto no funciona así. Al periodista hay que liberarlo no por "falta de pruebas", sino porque hay pruebas de su inocencia. E inmediatamente encerrar, como mínimo bajo arresto domiciliario, a todos los que lo detuvieron, dieron órdenes, lo golpearon en la cabeza y violaron sus derechos».